# Staurastrum picum
Staurastrum picum  là một loài Song tinh tảo trong họ Desmidiaceae, thuộc chi Staurastrum.